# Carex subdivulsa
Carex subdivulsa là một loài thực vật có hoa trong họ Cói. Loài này được (Kük.) G.A.Wheeler mô tả khoa học đầu tiên năm 2002.